# Tungevaag & Raaban
Tungevaag & Raaban è stato un duo di produttori di musica dance formato dal DJ norvegese Martin Tungevaag da Stadlandet e dal produttore e DJ svedese Robbin Söderlund (meglio conosciuto con il suo nome d'arte Raaban) da Borås.
Il loro interesse comune nella musica EDM li portò a produrre musica elettronica per qualche anno. Il 9 dicembre 2019 annunciarono la divisione del duo tramite il proprio Instagram.

## Discografia

### Singoli
| Anno | Singolo                              | Traguardi | Traguardi | Traguardi | Traguardi | Traguardi | Traguardi |
| Anno | Singolo                              | NOR       | SWE       | AUT       | DEN       | FIN       | GER       |
| ---- | ------------------------------------ | --------- | --------- | --------- | --------- | --------- | --------- |
| 2015 | Samsara (featuring Emila)            | 2         | 4         | 7         | 8         | 1         | 60        |
| 2015 | Parade 2015                          | —         | —         | —         | —         | —         | —         |
| 2015 | Russian Roulette (with Charlie Who?) | 9         | 10        | —         | —         | 1         | —         |
| 2016 | Wolf                                 | 10        | 86        | —         | —         | 2         | 13        |
| 2016 | Magical                              | 39        | —         | —         | —         | 12        | —         |
| 2016 | Stay Awake (featuring VENIOR)        | —         | —         | —         | —         | —         | —         |
| 2016 | Beast (featuring Isac Elliot)        | 7         | 31        | —         | —         | 3         | —         |
| 2017 | Wake Up Alone (featuring Clara Mae)  | 29        | —         | —         | —         | —         | —         |
| 2017 | Cold Blood (featuring Jeffrey James) | —         | —         | —         | —         | —         | —         |
| 2017 | Coming Up (featuring Victor Crone)   | —         | —         | —         | —         | —         | —         |
| 2018 | All for Love                         | 9         | 10        | —         | —         | 5         | —         |
| 2018 | Bad Boy (featuring Luana Kiara)      | —         | 40        | —         | —         | —         | —         |

### Remix
| Titolo                                         | Artista | Anno |
| ---------------------------------------------- | ------- | ---- |
| "It's Gotta Be You" (Tungevaag & Raaban Remix) | Isaiah  | 2017 |